# 小城子乡
小城子乡，是中华人民共和国吉林省长春市农安县下辖的一个乡镇级行政单位。位于农安县城东北50公里，面积184平方公里。人口34000人。

## 地理与交通
小城子乡紧靠松花江南岸，与松原的扶余市隔江相望。东临德惠市，南距长春市区约90公里，北距松原市约60公里。珲乌高速公路哈拉海镇出入口距小城子乡20公里，哈拉海至青山口乡的县级公路穿境而过。位于长春1小时经济圈内。

## 行政区划
小城子乡下辖以下地区：
小城子村、菜园子村、光明村、潘家屯村、万盛发村、谭家堡子村、花园村、西王家村、李林通村和镇江口村。

## 工矿业
小城子乡境内已探明的天然气工业储量为1000亿立方米，陶粒页岩储量为100亿立方米，石英砂储量为50亿立方米，另外还有煤炭和石油资源。 
吉林油田开发的小城子气田自1970年勘测。2009年钻井探气成功。2010年底开工建设两口评价井。截止到2012年末，气田日产能已达30万立方米。2016年，年产能达2.4亿立方米。到十二五期末，小城子气田共计钻井300眼，年产能将达到10亿立方米。